# 湧水町立栗野中学校

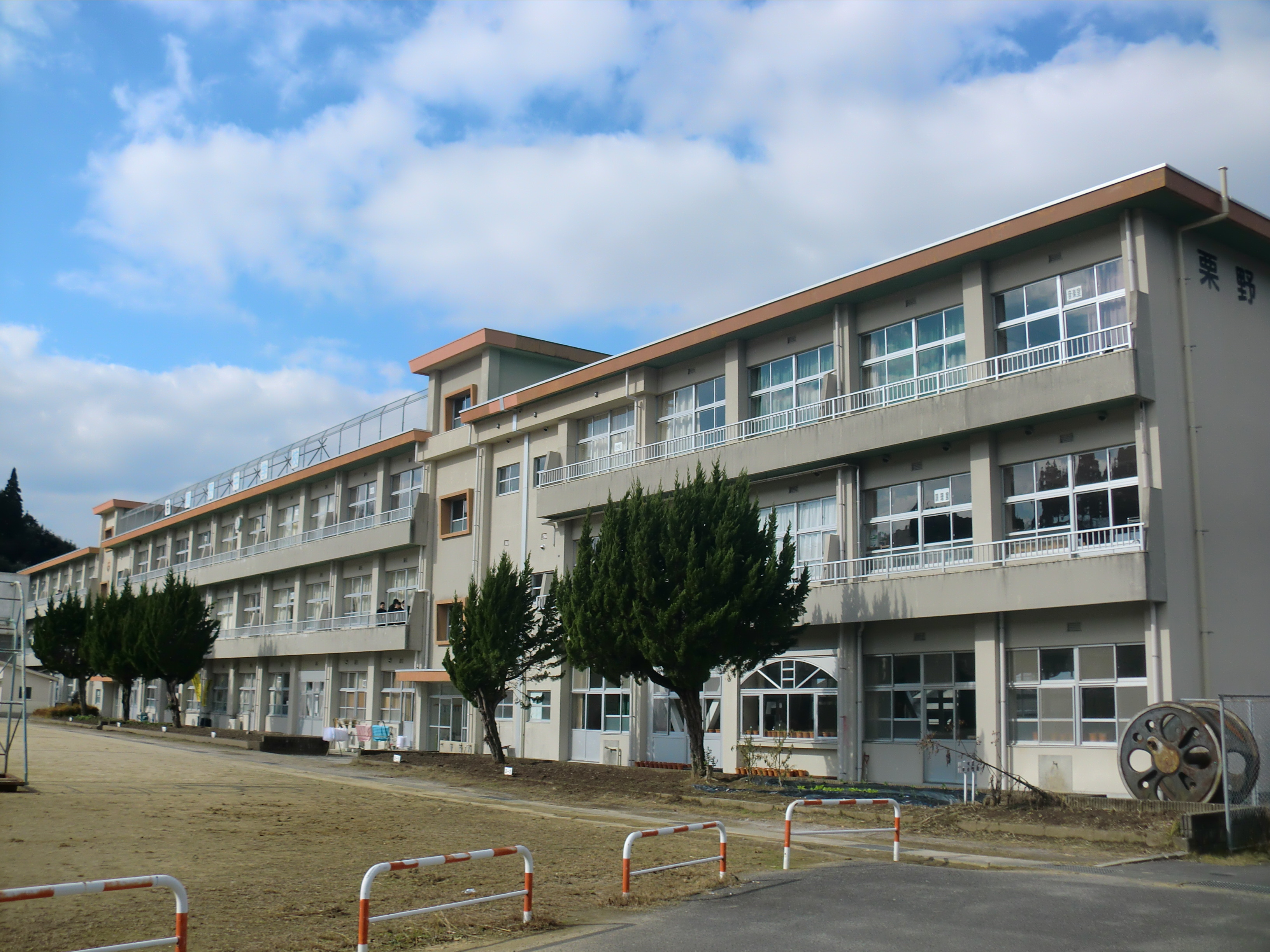
湧水町立栗野中学校

湧水町立栗野中学校（ゆうすいちょうりつ くりのちゅうがっこう）は、鹿児島県姶良郡湧水町木場にある町立中学校。

## 概要
2005年（平成17年）3月22日に湧水町制が発足する前は栗野町立栗野中学校であった。
学校の施設には体育館、校舎、プール、武道場、卓球場、技術室兼美術室棟などがある。敷地内に梅の木があり5月には梅の実を全校生徒でクラス対抗で収穫し収穫量を競う、収穫量は経験のある三年生が一番のことが多い。7月には、クラス対抗で行う合唱コンクールがあり白熱した行事になるという、負けた悔しさに泣きだす生徒もいるという。登下校には自転車通学もしくはバス通学が可能。

## 沿革
- 1947年（昭和22年） - 旧・栗野中学校、栗野西中学校が開校。
- 1952年（昭和27年） - 旧・栗野中学校上場分教場が廃止。
- 1954年（昭和29年） - 栗野西中学校幸田分校が幸田中学校として独立。
- 1967年（昭和42年） - 旧・栗野中学校、栗野西中学校、幸田中学校が統合され、現在の栗野中学校となる。
- 2007年（平成19年）1月9日 - 学校の公式ホームページを開設。